# 小河镇 (松潘县)
小河镇，原为小河乡，是中华人民共和国四川省阿坝藏族羌族自治州松潘县下辖的一个乡镇级行政单位。2019年12月，撤销小河乡、施家堡乡，设立小河镇，以原小河乡和原施家堡乡所属行政区域为小河镇的行政区域。

## 行政区划
小河镇下辖以下地区：
刘家坝村、丰河村、榨房村、丰岩村、李泉村和木瓜墩村。